# コンテナ車
| 上方から見たコンテナ車 |  | リーチスタッカーによる積み付け |
| 上方から見たコンテナ車 |  | リーチスタッカーによる積み付け |

コンテナ車（コンテナしゃ、英語 Container Car）とは、輸送コンテナを積載するための鉄道車両（貨車）である。外観は長物車に似ており、上面がフラットな台枠にコンテナを固定するための装置（緊締装置）が取り付けられており、側面の構造が長物車とやや異なっている。
世界各地で汎用貨車として使用されており、国土の広いアメリカ合衆国などでは、陸上における効率的な大量輸送手段として、コンテナ車を100両以上連ねた長大な貨物列車が運転されている。一般的には、コンテナを1段に積載するだけであるが、車両限界の大きいアメリカなどでは、2段に積載する例（ダブルスタックカー）もある。

## 日本のコンテナ車
日本国有鉄道（国鉄）および日本貨物鉄道（JR貨物）における用途記号は、コンテナの“コ”（1966年までは長物車の一種として“チ”）。
コンテナによる貨物輸送は、他の輸送機関への積み替えが容易で、車扱貨物のような駅や操車場での複雑な貨車の組み替えも不要であり、効率化のため拠点間直行輸送を主体とする2007年現在の日本では、鉄道貨物輸送の主流を占めている。
そのため、日本における鉄道による広域貨物輸送をほぼ一手に担うJR貨物に在籍する貨車の大半はコンテナ車である。一時期、さいたま新都心開発にともなう残土輸送のため、私有貨車が存在したことがあるが、同輸送終了後にJR貨物に譲渡された。私鉄では、鹿島臨海鉄道がコキ2000形を2両保有しており、JR貨物以外に車籍を有する唯一のコンテナ車となっている。

### 形式
- コム1
- コラ1
- コキ1000
- コキ5500系
  - コキ5000（←チキ5000）、コキ5500（←チキ5500）
- コキ9000（←チキ9000）
- コキ10000系
  - コキ10000、コキフ10000、コキ19000
- コキ50000系
  - コキ50000、コキフ50000
- コキ60000（コキ5500改造）
- コキ70
- コキ71
- コキ72
- コキ73
- コキ100系
  - コキ100・コキ101、コキ102・コキ103、コキ104、コキ105、コキ106、コキ107、コキ110
- コキ200
- M250系

### 歴史

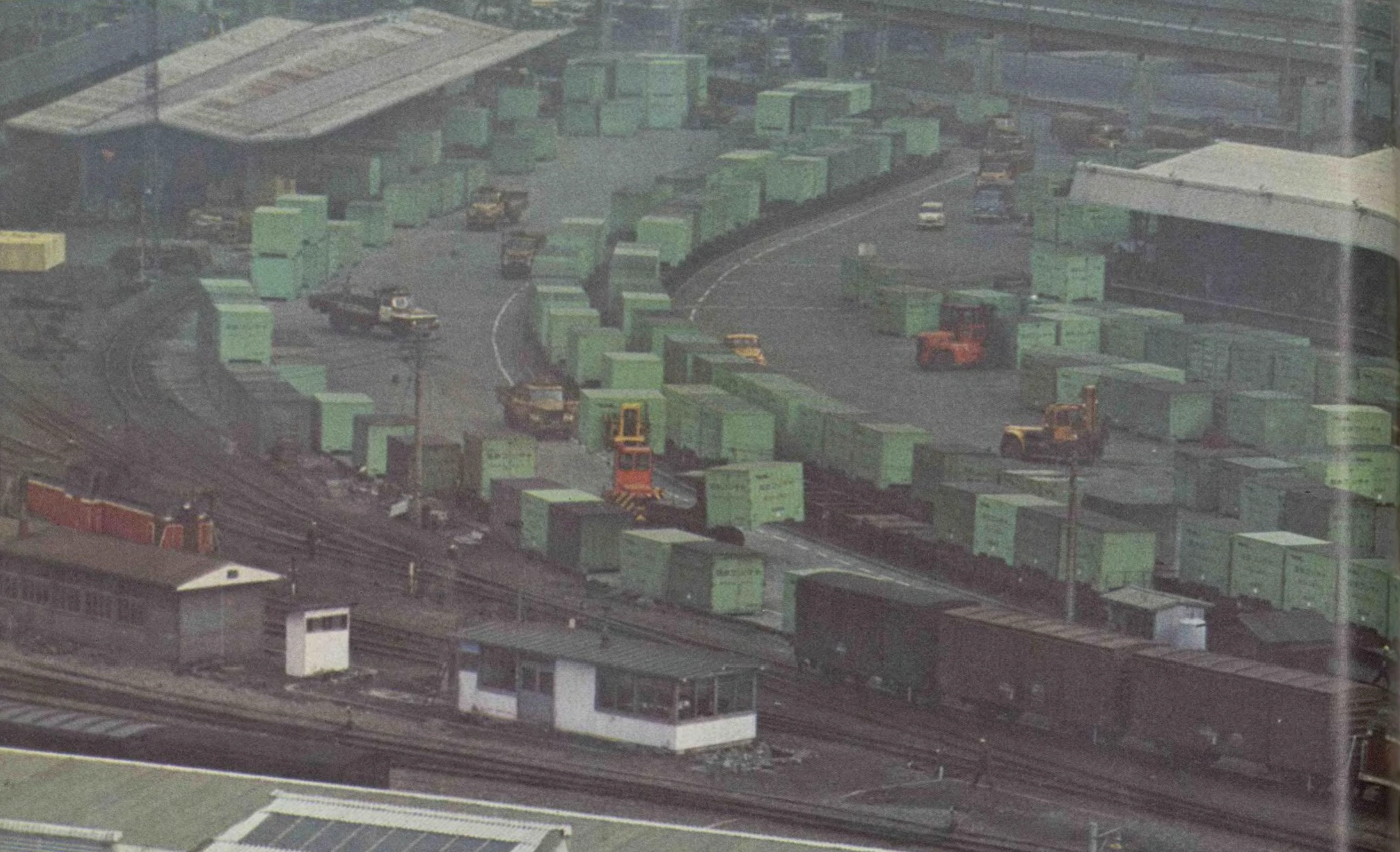
国鉄コンテナ列車（1966年ごろ）

日本で最初に運転されたコンテナ列車は、1959年（昭和34年）に運行開始された汐留 - 梅田間のコンテナ特急“たから号”である。コンテナ輸送が開始された当初は、その形状から長物車（形式記号“チ”）に分類されていたが、1966年（昭和41年）3月の車両形式称号規程改正により、長物車から“コンテナ車”として分離され、記号“コ”が制定された。その際、それまで記号“コ”を使用していた衡重車（こうじゅうしゃ＝車両の重さを量るはかりの精度を調べる重りを積んだ事業用車）は検重車に改称され、記号も“ケ”に改められている。
コンテナ輸送黎明期には、2個または3個積みのローカル線用の二軸車も存在したが、基本的に車体中央部の高さを大きくした魚腹形台枠をもつ2軸ボギー車が現在に至るまで主力であり、初期のコキ5500形では10フィート形コンテナ5個積であったが、1971年（昭和46年）に登場したコキ50000形以降は車体を延長し、12フィート形コンテナ5個積みが標準となった。それ以前に製造された10フィート形コンテナ5個積のものは、12フィートコンテナ4個積みに改造されている。
コンテナ輸送は、拠点間の高速輸送においてメリットを発揮することから、高速化にも意が注がれており、最初のコンテナ列車“たから号”の最高速度は、当時の一般的な貨物列車の最高速度65 km/hを大きく上回る85 km/hで、1966年には、最高速度100 km/hのコキ10000形が登場した。しかし、コキ10000形はブレーキ装置などへの圧縮空気供給の関係から、牽引する機関車が限定されるなどの欠点もあり、1971年からは最高速度を95 km/hながら牽引機を選ばないコキ50000形に移行した。
1987年（昭和62年）の国鉄分割民営化後に貨物輸送を引き継いだJR貨物では、最高速度110 km/hのコキ100系を開発した。コキ100系では、海上コンテナの積載に配慮して床面を下げており、後年製造された改良型では、より多様なコンテナの積載に対応するようになっている。
2004年（平成16年）には、さらなる高速化を図るため、動力分散方式を採用した日本初の本格的貨物電車列車M250系が登場した。同車により、最高速度130 km/hによるコンテナ輸送が東京貨物ターミナル駅 - 安治川口駅間で行なわれている。